# Horakeredevarapura, Holalkere
Horakeredevarapura là một làng thuộc tehsil Holalkere, huyện Chitradurga, bang Karnataka, Ấn Độ.